# Смынтына, Валентин Андреевич
Валентин Андреевич Смынтына (род. 8 сентября 1948) — украинский учёный в области физики и техники полупроводников, сенсорной электроники и технологии, организатор образования. Ректор Одесского национального университета имени И. И. Мечникова (1995-20). Доктор физико-математических наук, профессор. Академик АН ВШ Украины с 1997 г. Заслуженный деятель науки и техники Украины (2000) Государственная премия Украины в области науки и техники (2007 г.) Орден «За заслуги» III ст. (2004); Золотая медаль «10 лет независимости» I ст. 2001; г .; Почётная грамота Верховной Рады Украины (2008); Почётная Грамота Кабинета Министров Украины (2007); Грамота Верховной Рады Украины (2006); Отличие НАН Украины «За подготовку научной смены» (2007); Награда «За научные достижения» (2008); Отличия МОН Украины «За научные достижения» (2006, 2007) Отличник образования Украины (2000 г.), «10 лет независимости», Золотая медаль общества содействия промышленности (2002 г., Франция), орден «Золотого Креста Святых Петра и Павла» (2003 г., Ватикан) и др.

## Биография
Родился в с. Вишневое Татарбунарского района Одесской обл. в семье сельского учителя. окончил с золотой медалью Тузловскую среднюю школу в 1966 году. В том же году поступил на физический факультет ОГУ. Уже на втором курсе В. А. Смынтына проявил склонность к научной работе, начав работать лаборантом в научно-исследовательской группе полупроводников.
В 1971 г. окончил с отличием физический факультет Одесского государственного университета им. И. И. Мечникова, а в 1974 — аспирантуру этого вуза. В 1977 г. защитил диссертацию на соискание учёной степени кандидата физико-математических наук «Хемосорбционно-диффузионное и окислительно-восстановительное взаимодействие тонких слоев селенид кадмия с кислородом» в Специализированном Совете ОДУ. В 1988 г.. В. А. Смынтына защитил в Киеве в Институте полупроводников НАН Украины докторскую диссертацию «Электрофизические, фотоэлектрические и электронно-молекулярные явления, стимулированные хемосорбционно-диффузионными процессами на границах полупроводниковых поликристаллического плёнок селенид и сульфид кадмия».
В 1974—1991 гг. работал младшим, старшим, ведущим и главным научным сотрудником. В 1981—1984 гг. — зам. декана физ. факультета по научной работе, с 1994 г. — заведующий кафедры экспериментальной физики. В 1992—1995 гг. работал проректором. В 1995—2010 гг. — ректор Одесского национального университета им. И. И. Мечникова. За время работы В. А. Смынтыны в должности ректора Одесский национальный университет по некоторым основным показателям деятельности переместился на 3-4 место среди классических университетов Украины. Под его руководством было сформировано три новых факультета — экономико-правовой, философский и довузовской подготовки и три учебно-научных центра: институт, колледж и техникум. Общее количество студентов и слушателей выросла более чем вдвое — с 9500 до 21000 человек, среди которых около 800 иностранных граждан. Существенно повысился и научный потенциал профессорско-преподавательского состава университета: количество докторов наук увеличилось с 95 до 168 человек, а кандидатов наук — с 450 до 800 человек. Количество аспирантов повысилась до 520 человек, которые учились по 85-ти специальностям. Эффективно действовала докторантура. Всего в университете работало около 3500 сотрудников.
Доктор физико-математических наук (1988), профессор (1990). Академик АН ВШ Украины с 1997 г. Советник ректора с 2010 г.

## Научная деятельность
Научные интересы связаны с изучением механизмов электронно-молекулярных процессов на поверхности и границе раздела полупроводников, положило начало новому направлению исследований в этой области.
Впоследствии направление научного поиска учёного вышел за пределы традиционного исследования фотоэлектронных свойств неоднородных полупроводников группы А2В6. Так, под его руководством группа учёных (впоследствии — научно-исследовательская лаборатория сенсорной электроники и технологии) начала изучать хемосорбцийно-диффузионной природу комплекса электрофизических и фотоэлектрических явлений в полупроводниковых поликристаллических плёнках А2В2 и природу и количественные характеристики основных энергетических и кинетических параметров электронно-молекулярных процессов в полупроводниках. Кроме того, значительное внимание уделялось исследованию влияния легирования поверхности на указанные процессы, а также практическому использованию установленных закономерностей для разработки адсорбционно-чувствительных элементов и их применению в устройствах газового анализа нового поколения. Последние годы значительное внимание уделяется исследованиям в области физики поверхности окислительных и многокомпонентных полупроводников, изучению процессов записи, хранения и воспроизведения электромагнитного излучения в различных частотных диапазонах, научном поиске с использованием моно-, поли-, микро- и нанокристаллов кремния.
В. А. Смынтына с 1974 г. последовательно занимал должности младшего, старшего, ведущего и главного научного сотрудника, затем — профессора кафедры экспериментальной физики. С 1981 г.. по 1989 г. он работает по совместительству в должности заместителя декана физического факультета по научной работе. В феврале 1984 В. А. Смынтыне было присвоено первое научное звание старшего научного сотрудника, а в марте 1992 г. — профессора.
Свободное владение несколькими иностранными языками позволяет профессору вести широкое международное сотрудничество с учёными разных стран.
Им создано НИЛ «Сенсорной электроники и технологии» (1989), разработаны газовые сенсоры нового поколения. Руководитель научной школы по физике поверхности полупроводников в ОНУ. Открыл учебно-научный центр медицинской и биологической физики (1999). Автор более 500 научных работ, среди которых 5 научных монографий, 35 статей без соавторов, 19 авторских свидетельств и патентов на изобретения, 5 учебников, рекомендованных МОН Украины, учебные пособия.
Вице-президент Украинского физического общества, член комитета по Государственным премиям Украины, заместитель председателя Научного Совета по физике полупроводников при Президиуме НАН и руководитель её секции № 5, заместитель Председателя Южного научного центра, НАН Украины, председатель секции физики Южного научного центра научный руководитель регионального семинара по проблемам физики и председатель координационного семинара по физике полупроводников Южного научного центра НАН Украины.